# Ерфуртська програма

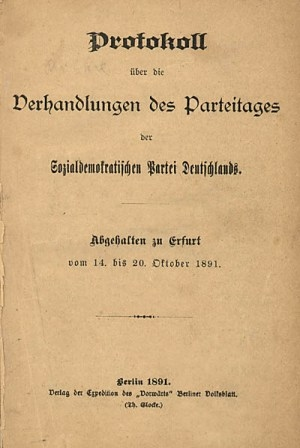
Титульна сторінка протоколу з'їзду СДПН в Ерфурті 1891 року, яка уміщує головні тези програми

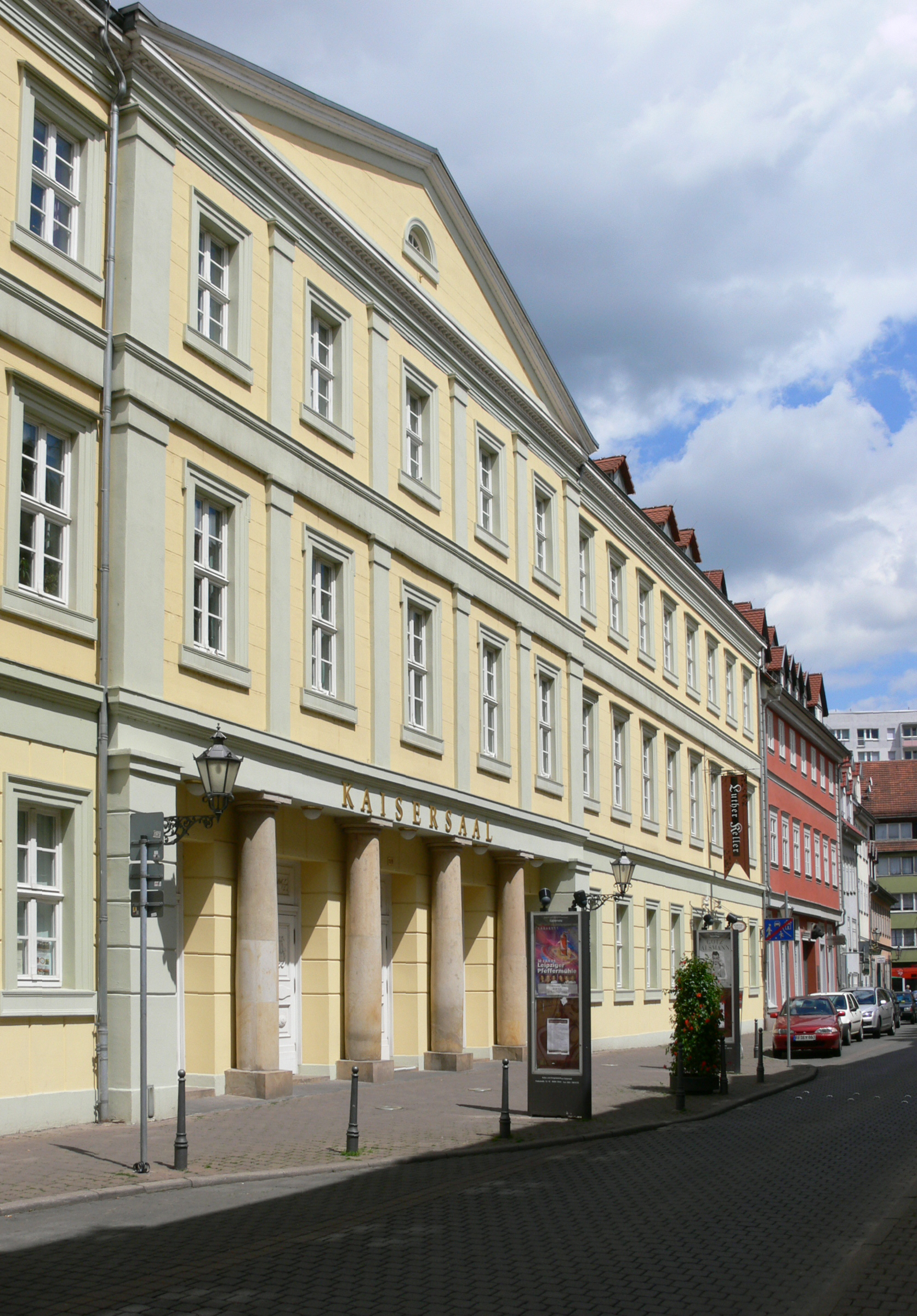
Конгрес-центр «Кайзерсаал», де пройшов з'їзд СДПН та була прийнята програма

Ерфуртська програма (нім. Erfurter Programm) — партійна програма німецьких соціал-демократів, прийнята на заміну попередньої — Готської програми.
Була ухвалена в жовтні 1891 року на Ерфуртському з'їзді Соціал-демократичної партії Німеччини.
Головні тези були сформульовані під політичним керівництвом Едуарда Бернштейна, Августа Бебеля та Карла Каутського.
Діяла до 1921 року, коли була замінена Герліцькою програмою.
Як і попередня Готська, Ерфуртську програму критикували марксисти. Насамперед проєкт програми та прокламовану її частину критикував Фрідріх Енгельс.